# B. Reeves Eason
B. Reeves Eason (2 de outubro de 1886 – 9 de junho de 1956) foi um cineasta, roteirista e ator de cinema estadunidense. Sua atividade diretorial limitava-se principalmente a Westerns de baixo orçamento e filmes de ação, mas foi como diretor de segunda unidade e especialista em ação que ele se tornou mais conhecido.
Eason se tornou famoso por encenar cenas de batalha espetaculares em filmes de guerra e cenas de ação em Westerns de grande orçamento, e adquiriu o apelido de “Breezy” mediante sua atitude despreocupada em relação à segurança durante as suas sequências – durante a famosa cena final da cavalaria no filme Charge of the Light Brigade (1936), que Eason dirigiu, muitos cavalos foram mortos ou feridos tão gravemente que tiveram que ser sacrificados, de tal forma que, tanto o público quanto Hollywood em si ficaram indignados, resultando na ação da American Humane Society junto aos estúdios, no sentido de fornecer representantes nos sets de filmagens para garantir a segurança dos animais utilizados.

## Carreira
Nascido William Reeves Eason em Nova Iorque, dirigiu 150 e atuou em mais de 100 filmes ao longo de sua carreira. Começou sua carreira em 1913, atuando em curta-metragens, como The Step Brothers (1913) e A Divorce Scandal (1913), passando depois à direção de filmes. Embora nem sempre fosse um cineasta brilhante, Eason foi hábil em lidar com cenas de ação de grande escala, um talento peculiar que raramente chegou a exibir em seus filmes da Poverty Row. Conseqüentemente, seus melhores trabalhos foram como diretor de segunda unidade em filmes dirigidos por outros.
Ele usou 42 câmeras para filmar a corrida de bigas como um diretor de segunda unidade no filme Ben-Hur (1925). Além de dirigir a cena principal de Charge of the Light Brigade (1936), também dirigiu a cena do incêndio de  Atlanta em Gone with the Wind (1939), as cenas de batalha de The Adventures of Robin Hood (1938), They Died with Their Boots On (1941), e Duel in the Sun (1946).
Eason adaptou-se à era sonora e dirigiu vários seriados famosos, tais como The Last of the Mohicans, em 1932, The Miracle Rider, estrelado por Tom Mix, em 1935, ambos para a Mascot Pictures, além de The Phantom, com Tom Tyler, em 1943, e The Desert Hawk, com Gilbert Roland, em 1944, ambos para a Columbia Pictures.

## Vida pessoal e familiar
Foi casado com a atriz Jimsy Maye, com quem teve um filho, B. Reeves Eason, Jr. (Barnes Reeves Eason Jr.), que foi um ator infantil, algumas vezes creditado como Breeze Eason, Jr. Eason Jr. nasceu em 1914, apareceu em 12 filmes, incluindo Nine-Tenths of the Law, dirigido por Eason. Era apelidado de "Universal's Littlest Cowboy". Morreu em 1921 após ser atingido por um caminhão desgovernado durante as filmagens do western The Fox, de Harry Carey, antes do seu sétimo aniversário.

## Morte
Reeves morreu aos 69 anos, em 9 de junho de 1956, de Infarto agudo do miocárdio, e foi sepultado no Hollywood Forever Cemetery, em Los Angeles.

## Filmografia

### Direção
| - Competition (1915) - The Day of Reckoning (1915) - She Walketh Alone (1915) - The Poet of the Peaks (1915) - A Good Business Deal (1915) - Mountain Mary (1915) - To Melody a Soul Responds (1915) - The Honor of the District Attorney (1915) - After the Storm (1915) - The Newer Way (1915) - The Exile of Bar-K Ranch - Drawing the Line (1915) - A Question of Honor (1915) - The Spirit of Adventure (1915) - In Trust (1915) - The Little Lady Next Door (1915) - The Barren Gain (1915) - Hearts in Shadow (1915) - Profit from Loss (1915) - The Blot on the Shield (1915) - The Smuggler's Cave (1915) - The Wasp (1915) - To Rent Furnished (1915) - The Substitute Minister (1915) - The Bluffers (1915) - The Silver Lining (1915) - The Assayer of Lone Gap (1915) - The Solution to the Mystery (1915) - Matching Dreams (1916) - Time and Tide (1916) - Viviana (1916) - A Sanitarium Scramble (1916) - Shadows (1916) - Nine-Tenths of the Law (1918) - The Fighting Heart (1919) - The Four-Bit Man (1919) - The Jack of Hearts (1919) - The Crow (1919) - The Tell Tale Wire (1919) - The Fighting Line (1919) - The Kid and the Cowboy (1919) - The Prospector's Vengeance (1920) - Hair Trigger Stuff (1920) - Held Up for the Makin's (1920) - The Rattler's Hiss (1920) - His Nose in the Book (1920) - The Moon Riders (1920) - Human Stuff (1920) - Blue Streak McCoy (1920) - Pink Tights (1920) - Two Kinds of Love (1920) - The Big Adventure (1921) - Colorado (1921) - Red Courage (1921) - The Fire Eater (1921) - Pardon My Nerve! (1922) - When East Comes West (1922) - Roughshod (1922) - The Lone Hand (1922) - Around the World in Eighteen Days (1923) - His Last Race (1923) - Treasure Canyon (1924) - Tiger Thompson (1924) - Women First (1924) - Trigger Finger (1924) - Flashing Spurs (1924) - The Texas Bearcat (1925) - Fighting Youth (1925) - Border Justice (1925) - Fighting the Flames (1925) - The New Champion (1925) - A Fight to the Finish (1925) - The Shadow on the Wall (1925) - The Test of Donald Norton (1926) - The Sign of the Claw (1926) | - Lone Hand Saunders (1926) - Johnny Get Your Hair Cut (1927) - The Denver Dude (1927) - The Prairie King (1927) - Painted Ponies (1927) - Through Thick and Thin (1927) - Galloping Fury (1927) - A Trick of Hearts (1928) - The Flyin' Cowboy (1928) - Riding for Fame (1928) - Clearing the Trail (1928) - The Lariat Kid (1929) - The Winged Horseman (1929) - Troopers Three (1930) - Roaring Ranch (1930) - Trigger Tricks (1930) - Spurs (1930) - King of the Wild (1931) - The Vanishing Legion (1931) - The Galloping Ghost (1931) - Sunset Trail (1932) - The Shadow of the Eagle (1932) - The Last of the Mohicans (1932) - The Honor of the Press (1932) - Cornered (1932) - Heart Punch (1932) - Behind Jury Doors (1932) - Revenge at Monte Carlo (1933) - Alimony Madness (1933) - Her Resale Value (1933) - Dance Hall Hostess (1933) - Neighbors' Wives (1933) - Hollywood Hoodlum (1934) - The Law of the Wild (1934) - Mystery Mountain (1934) - The Phantom Empire (1935) - The Miracle Rider (1935) - The Adventures of Rex and Rinty (1935) - The Fighting Marines (1935) - Darkest Africa (1936) - Red River Valley (1936) - Undersea Kingdom (1936) - Give Me Liberty (1936) - Land Beyond the Law (1937) - Empty Holsters (1937) - Prairie Thunder (1937) - Sergeant Murphy (1937) - The Kid Comes Back (1938) - Daredevil Drivers (1938) - Call of the Yukon (1938) - Blue Montana Skies (1939) - Mountain Rhythm (1939) - Men with Steel Faces (1940) - Pony Express Days (1940) - Young America Flies (1940) - Service with the Colors (1940) - March On, Marines (1940) - Meet the Fleet (1940) - The Tanks Are Coming (1941) - Soldiers in White (1942) - Murder in the Big House (1942) - Spy Ship (1942) - Men of the Sky (1942) - Truck Busters (1943) - Mechanized Patrolling (1943) - Oklahoma Outlaws (1943) - Murder on the Waterfront (1943) - Wagon Wheels West (1943) - The Phantom (1943) - The Desert Hawk (1944) - Black Arrow (1944) - Salome Where She Danced (creditado Breezy Eason) (1945) - 'Neath Canadian Skies (1946) - North of the Border (1946) - Rimfire (1949) |

### Ator
| - The Step Brothers (1913) - A Divorce Scandal (1913) - Armed Intervention (1913) - The Shriner's Daughter (1913) - The Miser's Policy (1914) - The Return of Helen Redmond (1914) - The Hermit (1914) - The Lost Treasure (1914) - The Money Lender (1914) - The Dream Child (1914) - The Second Clue (1914) - The Smouldering Spark (1914) - In the Moonlight (1914) - Calamity Anne's Love Affair (1914) - A Soul Astray (1914) - Beyond the City (1914) - The Lost Sermon (1914) - A Prince of Bohemia (1914) - Sparrow of the Circus (1914) - Feast and Famine (1914) - The Aftermath (1914) | - Break, Break, Break (1914) - His Faith in Humanity (1914) - Jail Birds (1914) - In the Open (1914) - Sir Galahad of Twilight (1914) - Redbird Wins (1914) - The Strength o' Ten (1914) - The Unseen Vengeance (1915) - The Black Ghost Bandit (1915) - The Legend Beautiful (1915) - The Law of the Wilds (1915) - A Heart of Gold : Fred (1915) - In the Twilight (1915) - Heart of Flame (1915) - The Echo : Ferryman (1915) - Competition (1915) - The Guy Upstairs (1915) - Hell Hath No Fury (1917) - Nine-Tenths of the Law : 'Red' Adair (1918) - Two Kinds of Love : Dorgan (1920) - The Danger Rider : Tucson Joe (1928) |

### Roteiro
| - Nine-Tenths of the Law (1918) - Pink Tights (1920) - The Prospector's Vengeance (1920) - Human Stuff (1920) - The Flyin' Cowboy (1928) | - Riding for Fame (1928) - Trigger Tricks (1930) - Spurs (1930) - The Law of the Wild (1934) |

### Direção de segunda unidade
| - Ben-Hur (1925) - Charge of the Light Brigade (1936) - Gone with the Wind (1939) | - The Adventures of Robin Hood (1938) - They Died with Their Boots On (1941) - Duel in the Sun (1946). |